# Ivar Nilsson
Ivar Bengt Nilsson (Göteborg, 12 juni 1933 - Hindås, 26 februari 2019) was een Zweeds langebaanschaatser.
Ivar Nilsson nam van 1960-1965 deel aan elke editie van de drie internationale kampioenschappen (de Europese-, wereldkampioenschappen en de Olympische Winterspelen), die in die periode werden georganiseerd.
Hij maakte op relatief late leeftijd (26 jaar) zijn international debuut. Hij debuteerde op het EK van 1960 en eindigde, mede door een ijzersterke 10.000 meter die hij ook won, als vierde in het eindklassement op slechts 0,003 punt van de nummer drie, de Noor Roald Aas. Zijn debuut op het WK Allround in 1960 sloot hij af met de twaalfde plaats. Bij zijn debuut op de Winterspelen van 1960 in Squaw Valley werd hij zevende op de 5000 en vierde op de 10.000 meter.
In 1962 bereikte Nilsson zijn sportieve hoogtepunt door bij het WK Allround in Moskou de bronzen medaille in het eindklassement te winnen.
Bij zijn tweede deelname aan de Winterspelen, Innsbruck 1964, werd hij negentiende op de 1500, weer zevende op de 5000 en tiende op de 10.000 meter.

## Persoonlijke records
| Afstand      | Tijd    | Datum            | Baan      |
| ------------ | ------- | ---------------- | --------- |
| 500 meter    | 42,6    | 23 februari 1963 | Karuizawa |
| 1000 meter   | 1.35,6  | 1 februari 1970  | Göteborg  |
| 1500 meter   | 2.10,5  | 24 februari 1963 | Karuizawa |
| 3000 meter   | 4.37,8  | 3 maart 1965     | Järpen    |
| 5000 meter   | 7.42,8  | 25 januari 1964  | Inzell    |
| 10.000 meter | 16.02,9 | 03 februari 1963 | Göteborg  |

## Records

### Wereldrecords laaglandbaan (officieus)
| Nr. | Afstand    | Tijd   | Datum            | Baan     |
| --- | ---------- | ------ | ---------------- | -------- |
| 1.  | 5000 meter | 7.58,0 | 18 februari 1961 | Göteborg |

## Resultaten
| Jaar | NK Allround | EK Allround | WK Allround | Olympische Spelen              |
| ---- | ----------- | ----------- | ----------- | ------------------------------ |
| 1960 |             | 4e          | 12e         | 7e 5000m 4e 10.000m            |
| 1961 | Goud        | 4e          | 6e          |                                |
| 1962 |             | 13e         | Brons       |                                |
| 1963 | Brons       | 6e          | 8e          |                                |
| 1964 | Zilver      | 14e         | 8e          | 19e 1500m 7e 5000m 10e 10.000m |
| 1965 |             | 16e         | 15e         |                                |

### Medaillespiegel
| Kampioenschap | Goud | Zilver | Brons |
| ------------- | ---- | ------ | ----- |
| WK Allround   | 0    | 0      | 1     |